# 尤里耶夫節

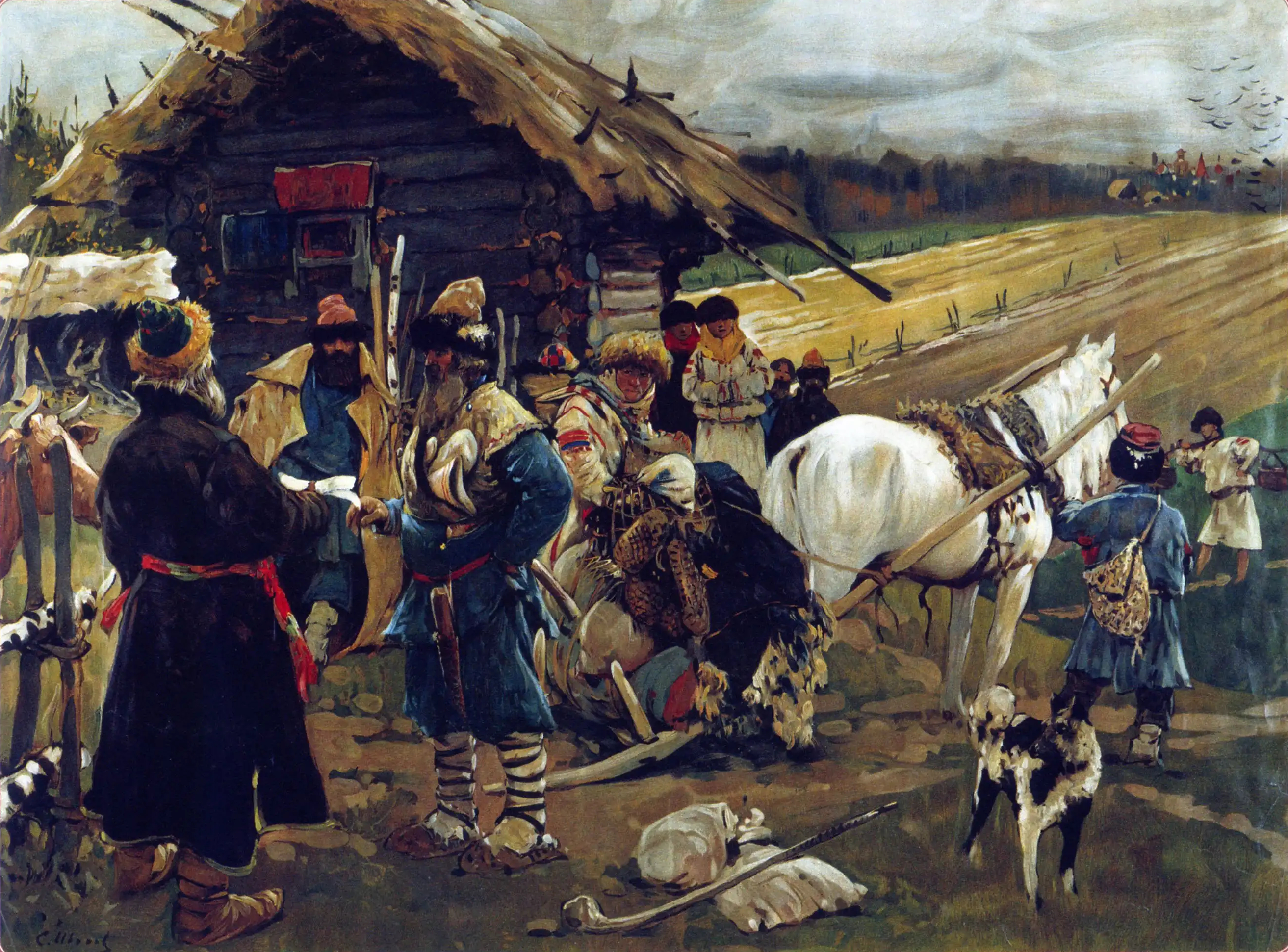
尤里耶夫節一景

尤里耶夫節或秋季圣乔治节（俄语：Егорий Осенний）是每年11月16日（俄历11月26日）俄罗斯正教会和塞尔维亚正教会庆祝的圣乔治节。
在农业年结束和收成之后庆祝的尤里耶夫節，对建立农奴制的世纪以来的俄国农民来说，具有特殊的意义。1497年的萨德布尼克定义了尤里耶夫節前后两周的时间段（盛宴前一个星期，节后一个星期），这是一年中俄罗斯农民自由地从一个土地所有者转移到另一个土地所有者的时间，且前提是向地主缴纳赎身费。一个世纪后的1597年，鲍里斯·戈杜诺夫的摄政王禁止尤里耶夫節的自由迁徙，从而终结了俄罗斯农奴制的演变。
追溯到不幸事件的流行俄语表达仍然存在（“воттебе，бабушка，иЮрьевдень”，大致翻译为：“尤里节如此多，祖母”，指的是诺言，或更普遍地说，是任何失败的期望）。俄语单词“объегорить”（意思是欺骗或欺骗某人，字面意思是“到Yegor周围”），Yegor（俄语：Егор）也是“ George”的变体之一。